# Heillecourt
Heillecourt település Franciaországban, Meurthe-et-Moselle megyében. Lakosainak száma 5396 fő (2022. január 1.). Heillecourt Fléville-devant-Nancy, Houdemont, Jarville-la-Malgrange, Laneuveville-devant-Nancy és Vandœuvre-lès-Nancy községekkel határos.

## Népesség
A település népességének változása:
| Lakosok száma | 1000 | 5028 | 6393 | 5995 | 5613 | 5610 | 5527 | 5403 | 5346 | 5396 |
|               | 1968 | 1982 | 1990 | 2006 | 2013 | 2015 | 2017 | 2019 | 2020 | 2022 |